# Ліпман Борис Романович
Борис Романович Ліпман (21 лютого 1925, м. Кам'янець-Подільський — 22 січня 2012, м. Кам'янець-Подільський) — український композитор, диригент, педагог, член Національної всеукраїнської музичної спілки.

## Біографія
Народився 21 лютого 1925 року в місті Кам'янці-Подільському. Навчався в загальноосвітніх школах № 1 та № 9. З 1933 р. — навчався в Кам'янець-Подільській міській школі по класу фортепіано (у викладача Марії Станіславівни Олійник — випускниці Варшавської консерваторії). Саме в роки навчання в музичній школі робив перші творчі кроки — імпровізація.
З початком Другої світової війни евакуйований разом із сім'єю на Північний Кавказ, де працював вантажником на консервному заводі. У 1942 році у віці 17-ти років пішов на фронт. Брав участь у бойових діях у складі 97-го окремого армійського мотоштурмового інженерного Керченського ордена Червоної зірки батальйону. Нагороджений орденами Червоної зірки та «За мужність», 15 медалями. Отримав військове звання — сержант.
Після демобілізації закінчив історико-філологічний факультет Кам'янець-Подільського педагогічного інституту, Київське музичне училище ім. Р.Глієра, Кишинівську консерваторію ім. Г.Музіческу (клас заслуженого діяча мистецтв, доцента Ганни Дмитрівни Юшкевич). На «відмінно» захистив дипломну роботу "Дослідження прийомів хорового письма та засобів хорового викладу в ораторії М.Коваля «Емальян Пугачев» (науковий керівник — заслужений діяч мистецтв, доцент — Г. Д. Юшкевич). Спеціальність — диригент-хормейстер, викладач хорових дисциплін.
З 1950 працював у Кам'янець-Подільському педагогічному інституті (тепер КПНУ імені Івана Огієнка).
У 1960 році ректорат доручив Б. Р. Ліпману виконувати обов'язки організатора факультету підготовки вчителів початкових класів (нині педагогічний факультет). Разом з І. Ю. Гнатенком вивчав досвід роботи Вінницького педагогічного інституту з проблем організації навчально-виховного процесу на факультеті. Борис Романович формував науково-педагогічний колектив факультету, очолив предметну комісію з музики, у складі якої працювали 8 викладачів. Б. Р. Ліпман — ініціатор відкриття в інституті музично-педагогічного факультету. Згідно з наказом № 584 від 16.09.1968 р. був призначений завідувачем кафедри музики і співів, яку очолював упродовж 1968—1973 рр.
Упродовж 50-ти років (1950—2000 рр.) Б. Р. Ліпман керував народною хоровою капелою університету. У 1967 р. хорова капела отримала звання Лауреата І республіканського фестивалю педагогічних вищих навчальних закладів, виступивши на конкурсі хорових колективів, що проходив у великій залі Київської консерваторі, а пізніше в оперному театрі. В 1973 р. — капела виступила на сцені Палацу культури «Україна» (творчий звіт Хмельницької області). Колектив неодноразово нагороджувався почесними грамотами Міністерства освіти та Міністерства культури та багатьма дипломами.
Присвятила своє життя музиці також і донька Бориса Ліпмана — Білопольська Поліна Борисівна. Піаністка. Викладач Кам'янець-Подільської районної дитячої школи мистецтв по класу фортепіано.
З 1997 р. Борис Ліпман обіймає посаду доцента кафедри, читає лекційний курс хорознавства, хорового аранжування, методики викладання диригування. Наукові інтереси Б. Р. Ліпмана зосереджені, в першу чергу, на дослідженні хорової музики композиторів різних епох, опрацюванні та перекладах народних пісень та вокальних сольних творів для різних типів та видів хору.
Музиці Бориса Ліпмана притаманні інтонації композиторів періоду становлення його як музиканта. Водночас його творчість збагачена досвідом сучасної вітчизняної музичної культури. Власний стиль композитора, який сформувався під час багатьох років творчої діяльності — неабияке досягнення та скарб для майбутніх поколінь.
Помер Борис Романович Ліпман — 22 січня 2012 р. в м. Кам'янець-Подільський.

## Наукові та творчі праці
- Вокально-хорова сюїта «Слава тобі, Перемого»

1995 (вказуються роки видання)
- Боевая симферопольская (строевая песня) (Ноти) / муз. Б.Липмана, сл. Ю.Альперина // Спогади ветеранів 1941—1945 (до 50-річчя Перемоги у Великій Вітчизняній війні) /авт.-упоряд. П. К. Красонлуцький. — Кам'янець-Подільський, 1995. — С.501-504.
- Гранітний солдат (Ноти) / муз. Б.Ліпмана, сл.и. Белякова // Спогади ветеранів 1941—1945 (до 50-річчя Перемоги у Великій Вітчизняній війні) /авт.-упоряд. П. К. Красонлуцький. — Кам'янець-Подільський, 1995. — С.497-500.
- Урочиста пісня-марш (Ноти) / мелодія Ф.Васильєва, сл. В.Корчемкіна, аранжув. для соліста, хору в супроводі фортепіано Б.Ліпмана // Спогади ветеранів 1941—1945 (до 50-річчя Перемоги у Великій Вітчизняній війні) /авт.-упоряд. П. К. Красонлуцький. — Кам'янець-Подільський, 1995. — С.494-496.

1996
- Ліпман Б. Вокальні твори / Б.Ліпман. — Кам'янець-Подільський, 1996. — 34 с.

1997
- До питання про послідовність вивчення диригентських схем в класі диригування на матеріалі хорових творів М.Леонтовича / Б.Ліпман // Музично-педагогічна і творча діяльність М.Леонтовича в контексті відродження національної освіти та культури: наук.доп. Першої всеукр. наук.-теорет. конф., 10-12 груд. 1997 р. До 120-річчя від дня народж. — Кам'янець-Подільський, 1997. — С.140-146.

1999
- Колискова (Ноти) / муз. Б. Р. Ліпмана, сл. А.Малишка // Печенюк М. А. Дзвінкі голоси: музична хрестоматія: пісенний матеріал: навч.-метод. посіб. 3 кл. / М. А. Печенюк. — Тернопіль, 1999. — С.43-45.

2001
- Славен наш край — Україна (Ноти) / муз. Б. Р. Ліпмана, сл. В.Матвієнка // Матвієнко В. Душі маєї хвилювання: пісні та хори / В.Матвієнко. К., — 2001. — С.4-7.
- Славен наш край — Україна: варіант для чоловічого хору (квартету) (Ноти) / муз. Б. Р. Ліпмана, сл. В.Матвієнка // Матвієнко В. Душі маєї хвилювання: пісні та хори / В.Матвієнко. К., — 2001. — С.7-13.

2003
- Визначення музичної форми твору у класі хорового диригування (на матеріалі хорових творів М. Д. Леонтовича)/Б.Ліпман // Матеріали до українського мистецтвознавства. Микола Леонтович і сучасна освіта та культура (До 125-річчя від дня народження): наук. праці. — К.: Кам'янець-Подільський, 2003. Вип.4. — С.14-17.
- Здравствуй, школа. (Ноти) / муз. Б.Ліпмана, сл. Ю.Кузнєчікова // Печенюк М. А. Музиканти Кам'янеччини. Хмельницький, 2003. — С.216-219.
- Зірка засіяла в небі України (Ноти) / сл. і муз. народні. обробка для хору у супроводі форетпіано Б.Ліпман // Печенюк М. А. Музиканти Кам'янеччини. Хмельницький, 2003. — С.184-187.
- Летять над Поділлям лелеки (Ноти) / муз. Б.Ліпмна, сл. К.Грубляк // Печенюк М. А. Музиканти Кам'янеччини. Хмельницький, 2003. — С.188-192.
- Місто моєї юності (Ноти) / муз. Б.Ліпмана, сл. Ю.Альперіна // Печенюк М. А. Музиканти Кам'янеччини. Хмельницький, 2003. — С.216-219.
- Осінній вальс (Ноти) / муз. Б.Ліпмана, сл. К.Грубляк // // Печенюк М. А. Музиканти Кам'янеччини. Хмельницький, 2003. — С.233-236.
- Посвята (Ноти) /муз. Б.Ліпмана, сл. К.Грубляк // Печенюк М. А. Музиканти Кам'янеччини. Хмельницький, 2003. — С.220-224.
- Рідне місто (Ноти) /муз. Б.Ліпмана, сл. К.Грубляк // Печенюк М. А. Музиканти Кам'янеччини. Хмельницький, 2003. — С.197-201.
- Слава тобі, університет!: кантата на честь відродження Кам'янець-Подільського університету (Ноти) муз. і сл. Б.Ліпмана // Печенюк М. А. Музиканти Кам'янеччини. Хмельницький, 2003. — С.208-215.
- Цвіте півонія у Кам'янці (Ноти) / муз. Б.Ліпмана, сл. І.Покотила // // Печенюк М. А. Музиканти Кам'янеччини. Хмельницький, 2003. — С.205-207.

2005
- Ліпман Б. Р. Летять над Поділлям лелеки. Вибрані вокально-хорові твори: репертуарний збірник /Б. Р. Ліпман. — Кам'янець-Подільський: Аксіома, 2005. — 82 с.